# Wielisławice, Zachodniopomorskie
Wielisławice [vjɛliswaˈvit͡sɛ] là một ngôi làng ở quận hành chính của Gmina Szczecinek, thuộc huyện Szczecinecki, Zachodniopomorskie, ở tây bắc Ba Lan. Nó nằm khoảng 9 kilômét (6 mi) về phía đông của Szczecinek và 151 km (94 mi) về phía đông của thủ đô khu vực Szczecin.
Trước năm 1945, khu vực này là một phần của Đức. Đối với lịch sử của khu vực, xem Lịch sử của Pomerania.
Làng có dân số 70.